# 科學幻想

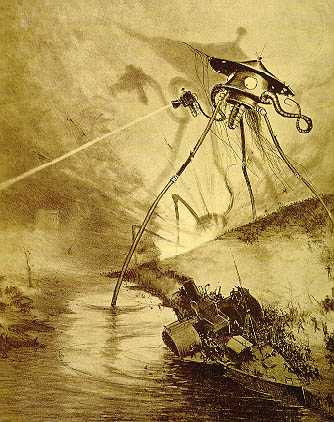
H·G·威爾斯的小說《世界大戰》中所描述的火星人入侵

科學幻想（英語：Science fiction），簡稱科幻，是虚构作品的一种类型，描述诸如未来科技、时间旅行、超光速旅行、平行宇宙、外星生命、人工智慧、錯置歷史等有关科学的想象性内容。科幻作品包括科幻小说、科幻电影、科幻动画、科幻漫畫、科幻游戏、科幻音乐等不同的类别。科幻目前已逐渐发展成为一种文化和风格，而科幻文化也成为了一种由科幻作品衍生而来的次文化，和較為嚴謹的學術領域未來學有密切的關係。

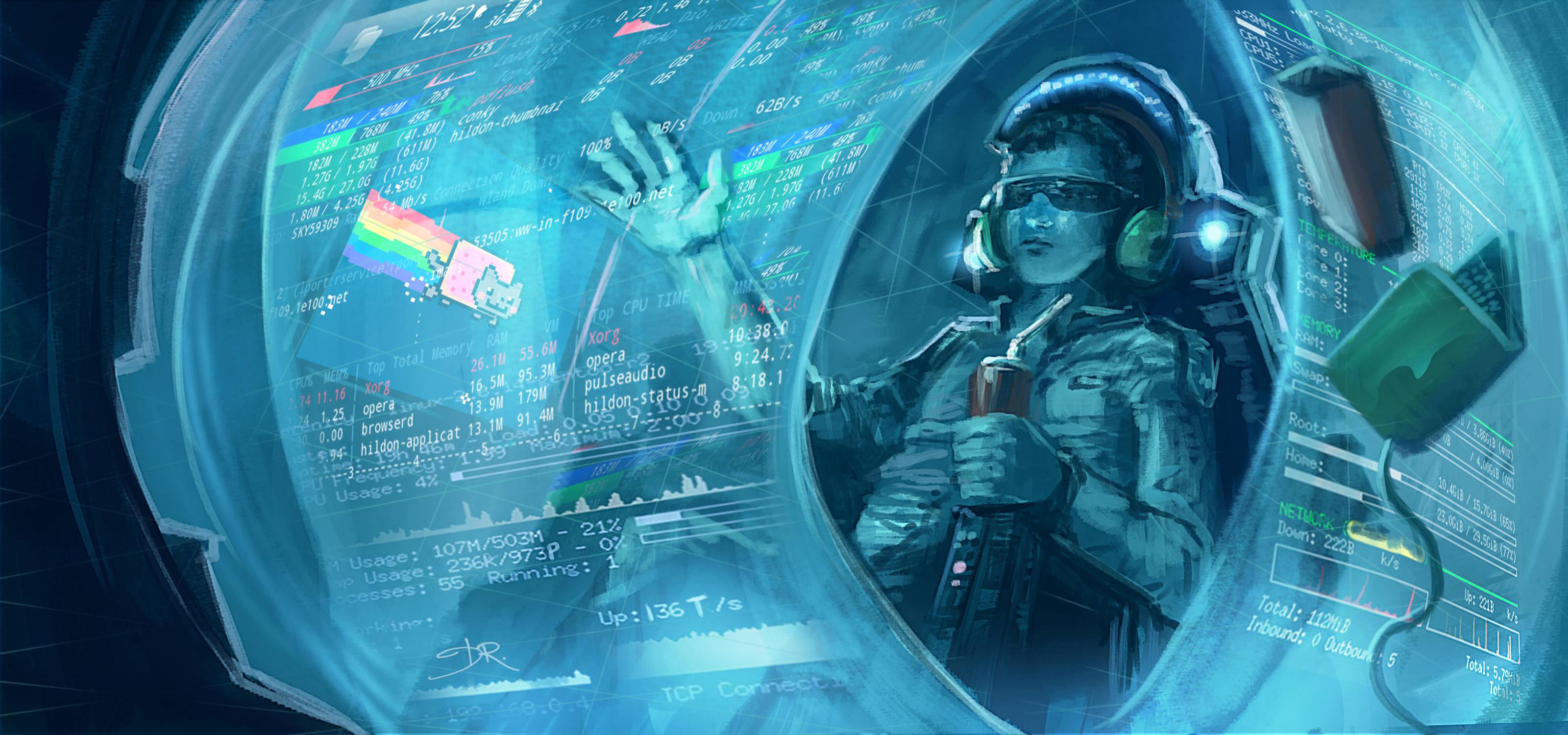
使用未來全景式顯示屏幕進行閱讀

## 形式

### 科幻小说

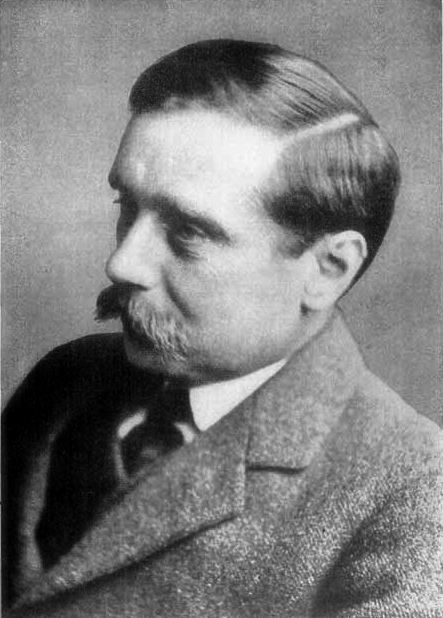
赫伯特·喬治·威爾斯

科幻小說在19世紀已有著名的實驗性作品，反映當時科學技術發展發展對於社會和個人造成的衝擊所帶來日益強烈的矛盾心態。科幻小說的種類包含以如真似幻的想像情節作為主要元素的小說，以及以社會未來概念為題材，透過已知或予以之不違反的科學原理推論作為情節合理化與推展方向基礎的小說。科幻小說中最為人稱道的作品包括：19世紀作家瑪莉·雪萊的作品《科學怪人》（1818）、羅伯特·路易斯·史蒂文森的《化身博士》（1886）；20世紀作家儒勒·凡爾納、赫伯特·喬治·威爾斯、雨果·根斯巴克和以撒·艾西莫夫的作品；以及20世紀晚期作家庫爾特·馮內古特、C·S·路易斯以及雷·布萊伯利、菲利普·狄克、艾茵·蘭德的科幻小說，內容以人類未來社會、太空旅行可能造成的後果以及外星生物、人工智慧為情節元素。

### 科幻电影
从电影诞生之初，惊悚风格的科幻故事就常被搬上银幕。作为“科技进步结出的艺术硕果”，电影似乎和科幻小说有着天然的姻缘。电影发明的百年来，“科幻片”一直是一个重要的类型。随着电脑特技的发展成熟，科幻电影的表现力也越来越强，吸引着观众观看。
以下几种是常见的科幻电影：
- 超级英雄片：此类型来源于美式超级英雄漫画，代表作有《超人》、《蝙蝠侠》、《復仇者聯盟》等。
- 怪兽电影：将外星、史前生物表现为狰狞恐怖的怪兽，代表作有《酷斯拉》、《哥吉拉》、《侏罗纪公园》、《异形》、《普羅米修斯》等。
- 喪屍片：此類作品描述人類因某種疾病、輻射或不知名原因而變成喪屍，代表作有《惡靈古堡》、《地球末日戰》、《毀滅倒數28天》等。
- 灾难片：地球资源耗尽、外星人入侵或重大自然灾害，代表作有《未来水世界》、《第五元素》、《明日之後》、《破·天·慌》等。
- 星际旅行電影：表现人类探索宇宙、在异星冒险、开拓的故事。代表作為《星艦奇航記》、《星際效應》、《火星任務》、《瓦力》。
- 太空史诗片：描写宇宙中各大势力之间的競争。代表作有《星球大战》、《沙丘》、《2001太空漫游》等。
- 时间旅行電影：表现时空轉換冒险和奇遇。代表作有《回到未來》、《終結者》、《时间机器》、《明日邊界》等。
- 机器人電影：表现机器人和人类的关系，包括机械伦理问题。代表作有《機械公敵》、《A.I.人工智慧》、《人造意識》、《雲端情人》等。
- 賽博朋克電影：表現資訊科技高度發展到後，人或机器人制造的虚拟實境世界中，包含本體論與自我認知的問題。代表作有《银翼杀手》、《創：光速戰記》、《一級玩家》

### 科幻與動漫、游戏
日本的早期經典動漫裡，無論是大師手塚治虫的、藤子·F·不二雄的《哆啦A梦》，或是二十一世紀以來作品《涼宮春日的憂鬱》（谷川流原作）、《科學超電磁砲》（鎌池和馬原作）、《刀劍神域》（川原礫原作）；還有，美國漫畫的超級英雄（如鋼鐵人、蟻人、蝙蝠俠等）無一不借科技之力懲奸除惡；科幻一直是動畫、漫畫領域最流行的主流設定之一。又因动漫与电子游戏间密不可分的联系，科幻故事也是游戏中的常见元素之一。
不過因為受眾群體年齡層次較低，所以一般都簡化了複雜的概念，和奇幻、童話元素相結合，既感覺有科技要素，又不乏可愛天真。不過，還有大量像《新世紀福音戰士》（庵野秀明導演）、《阿基拉》（大友克洋導演）、《攻殼機動隊》（押井守制作、士郎正宗原著）、《Animatrix》（《黑客帝國》動畫版）、《銀河英雄傳說》、《銀河戰國群雄傳》、《命運石之門》、《PSYCHO-PASS》（虛淵玄原案）、《魔法少女小圓》（虛淵玄制作）、《樂園追放》（虛淵玄制作）等，面向較高年齡層次的主題深刻的科幻動畫作品。

## 主题
科幻作品题材所涉及的范围相当广大，以至于难以列出单独的清单。以下将粗疏地对目前主流的科幻作品主题做一个简单罗列。所提供的例子並非全部曾有單獨成篇的作品，更常見的情況是在同一個作品中便牽涉兩到三個主題，比方說在《時間機器》中對主角所旅行到的未來世界的描述，就有文明崩壞的味道。
如果你有一個科幻類的自認為嶄新的點子，不建議你在下表當中尋找有無類似的，這很可能讓你喪失創作熱情；不過當你想要尋找靈感時，倒可以瀏覽下表追循前人的足跡。

### 社会形态
- 因為某種理由，故事背景所在的未來、或者一個曾有先進遠古文明的架空世界，明顯曾發生文明崩壞或倒退。常見的理由例如過度污染使自然環境惡化產生巨大天災、大規模毀滅兵器、星際戰爭、人口過度膨脹資源供應體系崩潰造成的大規模滅絕、瘟疫、超科技失控（例如奈米機械）。
- 烏托邦。作者基於自己的一種創見，描述未來或似未來架空世界的人類，怎麼利用更高的科技或其他層面的應用技術消弭高科技的副作用，達成和諧的生活。比方說針對燃油車的污染問題，科幻小說家曾提出反重力運輸設施之類的構想。
- 反乌托邦，尤其是其中抓緊近代技術濫權疑慮的赛博朋克。所謂的技術濫權疑慮，是指近代新生的專利權概念，卻可能支持一些掌握尖端科技的人可不受監督的運用這些科技、從而以曲折手法達成極權目的。在這類小說中最常見的邪惡勢力角色由托拉斯扮演。其他的反烏托邦，則是更廣泛地針對某種被作者認為有害的高科技、或者太天真的理想主義，進行渲染並反諷。
- 自然被過度壓縮，人類傲慢征服一切的未來社會或似未來架空世界。可能對這種社會的病態現象也備有一些陳述，但活在那個世界的人似乎都已經習慣了。
- 對人工智慧、虛擬實境或其他高科技過度依賴的病態未來社會、或似未來架空世界。有時這些高科技也會產生人類似的野心，而開始或試圖進行它們的極權統治。
- 太空歌劇（SF opera）：創作者大可以拼湊一些常見未來社會架空要素組成舞台，然後隨自己高興地在這裡上演一場愛情悲喜劇、或恐怖劇、或民主vs極權戰爭，給觀眾耳目一新的感受。一個類似的詞語是星際奇幻（Space Fantasy）。
- 單一政府 : 指一個世界規模的大國亦或是一個世界規模的國家聯邦（如聯合國）統治著一個甚至是多個星球或星系。
- 巨型企業 : 一個全球性巨型企業取代了“政府”的地位，全盤接管政府的義務和權利，通常擁有自己的軍隊以及完整的科研體系。

### 宇宙和外星生物
- 星际旅行

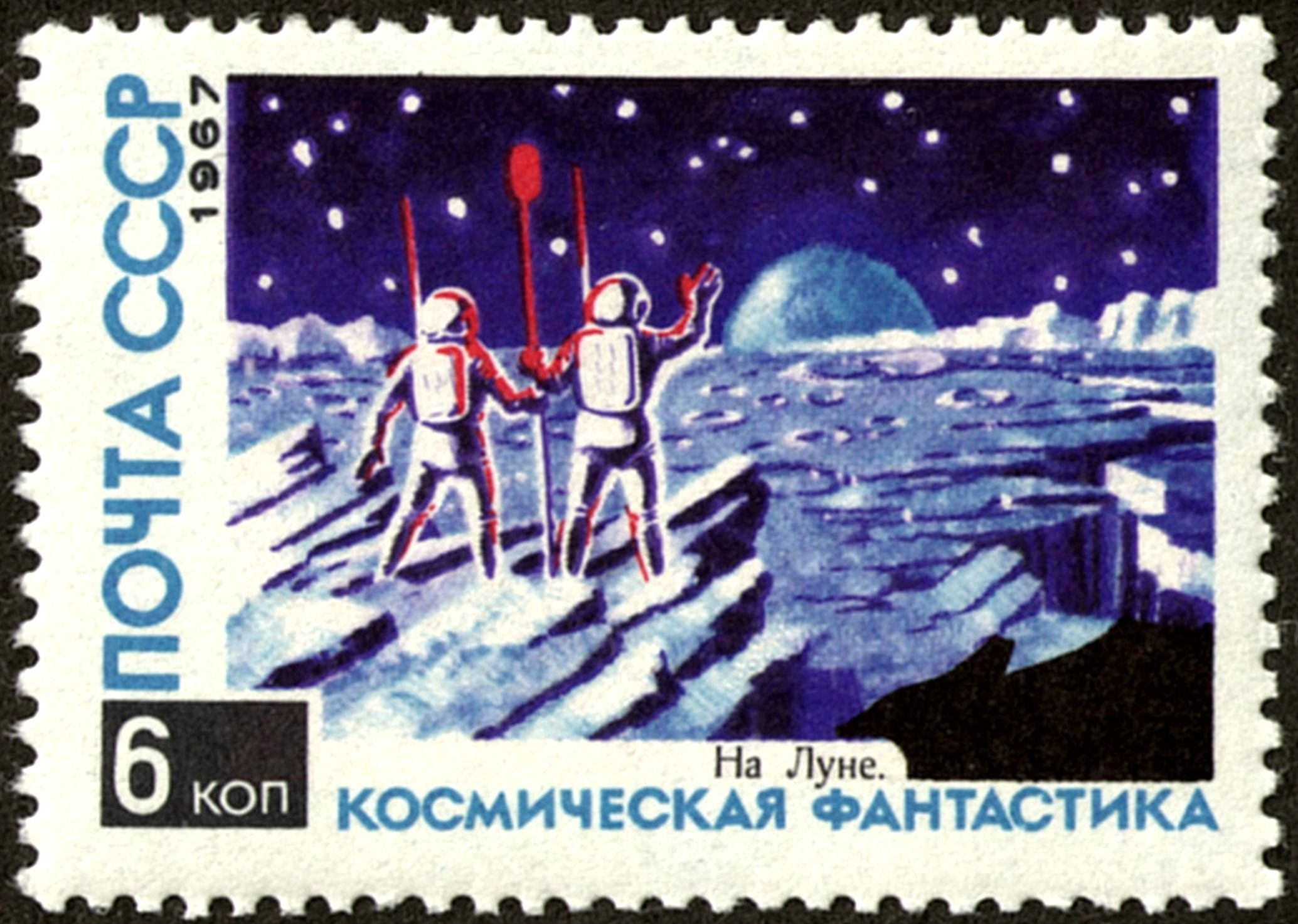
一蘇聯郵票，上面描繪著1967年時科幻小說系列所描述的場景

  - 未來的太空和探險故事，最著名的有《星际迷航》。
  - 以太空為背景和正面意義上進化的作品，有《2001太空漫遊》和機動戰士高達系列。
  - 外星球的移民政策。
  - 到外星球非法偷渡。
  - 从外星人口中间接了解星际旅行探险故事的作品，有《神秘的中继站》。
- 外星球
  - 環境與地球相似的行星，可能充滿各種從未見過的奇花異草和奇珍異獸。
- 外星生命
  - 行星生命體。可以是沒有高智慧，類似補蠅草葉那樣的陷阱行星；當然也可以有高智慧。最有名的行星生命體之一就是（Solaris）。
  - 宇宙浮游生命。可以是一隻有章魚觸手的豹，一隻八腳的棍狀生物，或者也可以是氣體生命，甚至是比整個太陽系範圍還大的氣體生命。
  - 細菌、病毒大小的外星生物，奈米生命，或者稍微大一些的寄生蟲。
  - 以相對論中容許「有可能存在」的超光速基本粒子，構成的超光速外星人。
  - 生物學上的演化過程不清楚的機械生命文明，就像變形金剛。
  - 其實不是生物的似生物。例如因為太空船失事在未知星球長居的博士，因為意識侵入了星球上已毀滅的外星文明留下的半永動機，產生了一隻沒有實體的怪物。
  - 對人類社會產生衝擊。例如一個隨意偷盜最高機密並公開，使各國政府陷入恐慌的侵略者，或者是幫助人類建立和諧社會的善良化身。
  - 和外星人有關聯的組織，專門監視著外星人的一舉一動，例如黑衣人。
- 星際化社會（參見太空歌劇）
  - 在未來世界，人類社會正視容許外星人出現於地球，聯合國設立各種法律制度，允許外星人移民或到地球觀光，同時防範外星球的軍國主義和犯罪者。
  - 宇宙戰爭，類似現實世界裡的世界大戰。

### 奇異人種
- 提升生物
  - 所謂的類人類或亞人類動物，除了外星人和機器人外，一般就是由人類以外的地球生物進化而成的高等生物。科學家戴爾·羅素（Dale Russell）提出的類恐龍人就是其典範。
  - 提升生物也可以是被生化科技製造出來的，例如《莫洛博士岛》（The Island of Doctor Moreau）。
  - 提升生物甚至會推翻人類的統治權，並使用高壓政權統治人類，猶如《決戰猩球》這般。
- 特異棲息地的居民
  - 居住在特殊棲息地的民族，包括地底、深海和天空。
  - 地底人，也就是住在地底下的居民。通常會和地球空洞說扯上關連。
  - 海底人，也就是住在深海中的居民。通常會和亞特蘭提斯等傳說大陸扯上關連，亞特蘭提斯人多半被描寫成是他們的祖先。
  - 這些居民還會發展出超越地面居民的科技，像是《格列佛遊記》（Gulliver's Travels）中出現的天空之城拉普達（Laputa）。

### 时间
- 未来
- 架空历史
- 控制时间与时间悖论
  - 時間悖論三種解決方式的各自主張。
  - 互套的邏輯，雞回到過去，所生的蛋剛好孵出了自己。例如罗伯特·海因莱因的《你们这些回魂尸》。
  - 無論歷史怎樣變，但受限於因果律，只有「本來想要改變」的事終究沒有改變。例如黄易的《寻秦记》。
  - 改變過去產生了多次元歷史線，無法或難以回到原本的「現在」。例如杰弗里·兰迪斯的《Interlude at the Circus》。
  - 挾著現今科技的火力優勢到了過去肆虐一下、逞逞威風，或只是懷念往事、感傷之旅。例如張系國《傾城之戀》。
  - 和過去或未來通訊，以聲音、影像或電碼交流，互相影響，間接地造成改變。例如柳文扬的《T-mail》。
  - 颠覆时间旅行的过程或概念，构成荒诞效果的。例如水泡的《蛀洞》。
- 時光機
- 時間旅行
- 時間犯罪與時間巡邏

### 超能力
- 具有超能力的種族
  - 延續上述的特異棲息地的居民。這些種族本身也具有超能力，發展出超越人類科技的文明。
- 超能力有關的社會及組織
  - 滲透到國家政府的超能力者，利用自身的超能力掌控整個社會。
  - 由超能力者組成的集團。
- 超能力者
  - 超級英雄之中有許多是超能力者。其原因可以是有特殊的身分（像超人來自外星球），或是身體的基因因某些事故而造成突變所致（比如《X戰警》）。
- 改造人和生物工程，涉及大幅度改變人的身體和精神的科技，即使可以獲得超人的力量，也可能引起當事人的憤恨（《幪面超人》等)，就算是逼於無奈也可能做成無法挽回的後果。如《再造人卡辛》。
- 利用大脑控制波函数坍缩来实现各种类型的超能力。如《某科学的超电磁炮》中的学园都市。

## 分類
要严格地区分科幻作品是相当困难的。因为有时候科幻作品和奇幻作品、恐怖作品都界限模糊，对某一部作品来说，更可能兼有这几种风格。

### 硬科幻

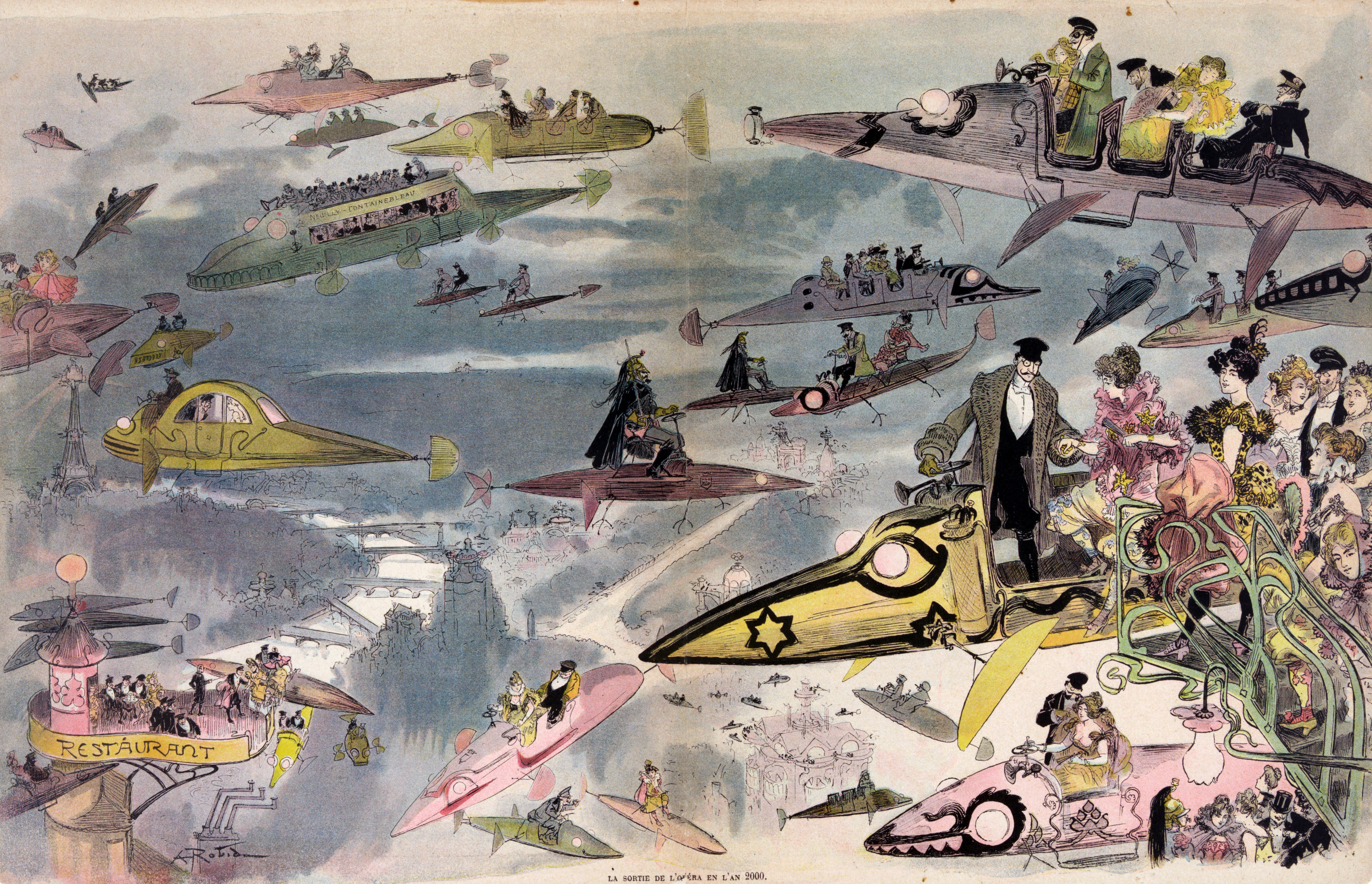
1882年描繪的公元2000年景象

硬科幻（英语：Hard Science Fiction，简称Hard SF）是一种科幻的分支类型。作品的核心思想是对科学精神的尊重和推崇。在手法上，硬科幻以追求科学（可能的）的细节或准确为特性，着眼于自然科学和技术的发展。
不同的作者有不同的处理手法：一些作者小心翼翼地避开难以置信的技术，如超光速旅行；而另一些人则允许这些在故事中作为重要道具出现，并对其构筑的世界进行细致的阐述来显示这项技术可能实现。在后一类小说中，天文探索或物理现象常常比人物刻画重要的多，但作者有时也会在故事中围绕人物表现环境。
总之，硬科幻的共同特点是故事情节依靠技术来推动和解决。作者也会尽量让故事中的科技与出版时已知的科学保持一致。这是科幻界尤其是读者对硬科幻的主要看法。
硬科幻常見的自然科学與技术如下：
- 複製人
  - 桃莉羊就是複製技術的產物，理論上也可在人身上運用。
  - 複製人被製造是為了將健康器官移植給可能生病的本尊。衍伸出複製人的人權問題相關討論。
  - 不能見光的複製人，遭生產他們的龐大勢力追殺的動作劇。
  - 以雙胞胎形式運用的替身複製人。跟真的雙胞胎一樣漸與本尊出現性格差異產生的趣味性。
  - 以複製人技術在被敘述的未來／星際戰爭中增兵。
  - 被偷走的人／城市。身邊的人或人群在某種陰謀中，悄悄被調換成性格迥異的複製人，恐怖風格路線。
- 人工智慧和機械工程
  - 沒有機械構造或金屬元件的人造人。可能經由醫學或基因改造工程誕生，例如科學怪人和電影《銀翼殺手》的人造人，和下文的新人類中的基因改造人不同的地方，是理論上外觀和能力和常人相差不遠，除非是科學怪人這種失敗作。
  - 仿生人（Android）。又譯仿製人，意思是指特別像人的人造擬人。廣泛使用的定義中似乎沒有規定它必須是用電子或機械元件組成，生物技術或基因改造也可以，所以以生物技術用在仿生人上的，如《魔鬼終結者》（Terminator）的T-800，常被認為介乎於改造人和仿生人中間類型。但一般來說仿生人沒有採用人類的器官或其他元件，但「（外表）非常近似人」為特徵。因為它很像人但卻不是人，經常被拿來和複製人混用製造驚奇的戲劇性。我們也時常預設高自動化的基地會有一具似人的服務終端。
  - 改造人（Cyborg）。身體的一部份被電子或機械裝置取代的人。它可以很像人、當然也可以比較不像，當它很像人時、尤其是當仿生人（Android）的製造過程中也使用人類組織時，兩者變得非常難以區分。有名的改造人如《機器戰警》和《幪面超人》。提到改造人的故事中，無可避免會論及兩個主題：被改造的人擁有更大的威力去執行非人任務；人被改造是否侵害人權，還是得遵守機器人三定律？
  - 電腦博弈者。而且它已經有了現實版本：電腦棋士深藍。
  - 人工智能的夥伴、寵物，個性的描述有時比機能更吃重，如《霹靂車》。
  - 人工智慧叛變。大至恐怖極權統治，小至「抱死」主人，都可以是小說題材；或是更廣泛的描述作者所預計的人机矛盾。
- 納米技術
  - 和細菌、病毒或白細胞一樣活動的奈米機械，修補大自然或人體組織，可能也作為兵器用途，失控暴動時造成的災難。
  - 為了某些目的把人類縮小成細胞尺度。
  - 可以分化的奈米機械，亦即它們數量增加時會產生不可預期的本質變化，如《奈米獵殺》。
- 演化後的人
  - 生物工程改造人類，如《異形帝國》（Alien Nation）系列、《星界的紋章》系列、《異種》（Species）系列，和上文的人造人有重覆之處，但外觀和常人不同和能力相差較遠。
  - 人類普遍退化的另類演化為題材，如《時光機器》、《我是傳奇》、《美麗新世界》、《蠢蛋進化論》。
  - 超人類主義普遍進化為題材，接近佛教或基督教還有尼采的超人說中理想未來的人的說法，例如高達系列作品的新類型人。
- 其他新高科技
  - 能源，如可控的核聚變、微黑洞（《飛越顛峰》等）、反物質（作品有《天使與魔鬼》）、零點能量等。
  - 材料，如在《天堂的噴泉》中的超合金和甜心戰士中任意變形的衣料。
  - 武器，如超級機器人等日本軍事科幻動畫的主題之一。
  - 建築，如天梯（如《天堂的噴泉》）、太空城市（如機動戰士Gundam系列等）、行星地球化（如《火星三部曲》）等假想中未來的工程。
  - 通信，常見有心靈感應和網絡，在電腦叛客系科幻中，常有把兩者合一的傾向。
  - 其他醫學和生物工程相關技術，除了新人類和改造人等上文提過的科技外，其他如《火星三部曲》中的長生不老和《2001太空漫遊》的人工冬眠、《獻給阿爾吉儂的花束》中的腦科手術、《鐘點戰》的數位儲值壽命，或相反地是生物武器（如《生化危機》等）和毒藥（如《特務踢死兔》）等題材。

### 软科幻
软科幻（英语：Soft Science Fiction，简称Soft SF）是情节和题材集中于哲学、心理学、政治学或社会学等倾向的科幻分支。相对于“硬科幻”，作品中科学技术和物理定律的重要性被降低了。因为它所涉及的题材往往被归类为软科学或人文学科，所以它被称为“软”科幻。
例如，系列科幻小说《沙丘》中，弗兰克·赫伯特通过创造一个全新的世界，抛弃了智能机器，而回到了封建社会。赫伯特借对当前社会政治现实的逼真模拟，以“沙丘”的传奇对人类的现状进行批判。软科幻也探索社会对事件的反应，和纯粹由自然现象或技术进步引发的问题（往往是灾难），主题往往是说明科学像一把“双刃剑”，需要人文关怀的引导（最常见的就是指责机器不能代替人伦情感）。
有趣的是，关于软科幻定义的争议很少，或许这正是因为其界限似乎比硬科幻更为模糊。

### 分类争议
虽然“硬科幻”、“软科幻”的分法常见诸许多杂志、网站和爱好者之口，但赞成者内部对“软硬”的定义也存在争议；同样，有许多人拒绝承认这种说法，认为没有必要去细分科幻小说。
一个典型的混乱案例是《星際大戰》（Star Wars）。在起初许多保守的爱好者因为其中“原力”（Force，某种超自然的精神力量）的设定而认为它不属于科幻，而只能算奇幻小说，或好莱坞太空电影，反正不是科幻；另一些硬科幻小说拥护者认为好莱坞太空电影都是奇幻；而公众一般直截了当地把它们统统归为“科幻电影”。
現在一般認為這類作品嚴格上是應當歸入太空歌劇的範圍，其特點是對於非科幻迷來說，因為其模仿歷史和現實的人物言行，反而有真實的感覺所以對於公眾來說更為嚴肅。所以阿西莫夫和田中芳樹等著名科幻作家，都因為反過來利用了人不知道未來卻知道過去，而故意把未來和歷史類比，吸引讀者對未來和太空的嚮往。
相對下最近因為特攝或動畫等影像媒體的盛行，而使一些人相反地以荷里活太空電影或日本超現實軍事動畫為基準，倒轉來認定模仿威爾斯強調探索和反思的作品不是科幻，例如認為涼宮春日系列不是科幻，而是借用了科幻詞語的校園戀愛幻想故事，可見科幻的定義是隨時代和地方而變化的。
还有一种流行的说法，认为凡尔纳是“硬科幻”的鼻祖；威尔斯则是“软科幻”的宗师。实际上，威尔斯的作品中对科技的幻想和直接描写一点也不比凡尔纳保守；《海底两万里》也花费了几个章节来描写世界各地对神秘的“鹦鹉螺号”的猜疑与震动。因此将他们并列对立起来难免有失偏颇。

### 其它分类法
为了解决上述混乱，曾经出现一种新的说法，SF不再是“Sci-Fi”、“ScientiFiction”或者“Science Fantasy”之类的缩写，而变为代表“Speculative Fiction”，即推测性小说。这个“SF”的定义比较宽容，试图涵盖之前纠缠不清的科幻定义。請注意不要將推理小说與此混淆。
此外，中國科幻作家刘慈欣认为不存在硬科幻和软科幻，只有真科幻和伪科幻。